# Беренбах
Беренбах (њем. Berenbach) општина је у њемачкој савезној држави Рајна-Палатинат. Једно је од 109 општинских средишта округа Вулканајфел. Према процјени из 2010. у општини је живјело 184 становника. Посједује регионалну шифру (AGS) 7233203.

## Географски и демографски подаци
Беренбах се налази у савезној држави Рајна-Палатинат у округу Вулканајфел. Општина се налази на надморској висини од 430 метара. Површина општине износи 3,2 km². У самом мјесту је, према процјени из 2010. године, живјело 184 становника. Просјечна густина становништва износи 58 становника/km².

## Међународна сарадња
| Мјесто | Држава    | Врста сарадње | Од    |
| ------ | --------- | ------------- | ----- |
|        | Француска | партнерство   | 1996. |
| Извор  |           |               |       |